# Солидарность (газета)
«Солидарность» — газета, освещающая деятельность профсоюзных организаций, входящих в структуру Федерации независимых профсоюзов России (ФНПР), а также рассказывающая о новостях и событиях в социально-экономической сфере и трудовых конфликтах как в России, так и за её пределами. Средний тираж номера за январь-март 2022 года — 23 336 экз. Распространяется по подписке. Также редакция газеты выпускает «Профсоюзный журнал» тиражом 1600 экз. (на апрель 2022 года). Помимо медиа-проектов, редакция газеты «Солидарность» занимается изданием собственных книг, созданием и проведением профсоюзных курсов дистанционного образования по различной тематике, а также проведением онлайн и офлайн мероприятий для профсоюзов.

## История газеты
У советского ВЦСПС был целый ряд периодических печатных изданий. Самым массовым была газета «Труд». Но были также другие массовые издания. Например, тираж журнала ВЦСПС «Советские профсоюзы» в советский период составлял 730 тыс. экз.. После преобразования в 1990 году Всесоюзного центрального совета профессиональных союзов (ВЦСПС) в Федерацию независимых профсоюзов России (ФНПР) началось исчезновение профсоюзной прессы. Уже в 1991 году газета «Труд» отошла от профсоюзов. Прекращали связи с профсоюзами отраслевые издания — «Лесная промышленность», «Воздушный транспорт», «Сельская новь», «Медицинская газета», «Строитель» и другие. Фактически тематика трудовых отношений оставалась без должного освещения со стороны прессы.
Фактически тематика трудовых отношений осталась без должного освещения со стороны прессы. 22 августа 1990 года вышло постановление Московского городского совета профсоюзов (сейчас - Московская федерация профсоюзов, МФП) “О газете Московского городского совета профсоюзов”, подписанное тогдашним председателем МГСП Михаилом Шмаковым. Газета получила название "Солидарность". Главным редактором новой газеты был назначен Юрий Шарандин, выпускник факультета журналистики МГУ, сотрудник Московского горкома ВЛКСМ (впоследствии - член Совета Федерации Федерального Собрания РФ, председатель Комитета по конституционному законодательству, заместитель руководителя Аппарата Совета Федерации Федерального Собрания РФ). В октябре 1990 года вышел первый номер, а всего под редакторством Шарандина вышло десять номеров.
В августе 1991 года редакция «Солидарности» пережила раскол: главный редактор и часть его подчинённых ушли из газеты, забрав с собой часть денег и оборудования, и учредили частное рекламное агентство «Солидарность Паблишерс». В этих условиях новым главным редактором «Солидарности» стал Андрей Исаев. В помещение «Солидарности» переехало также независимое рабочее информационное агентство КАС-КОР. В 1992 году «Солидарность» переживала трудные времена. Тираж издания колебался от 5 тыс. экз. до 25 тыс. экз.. Для того, чтобы сохранить газету, её главному редактору приходилось даже продавать часть редакционного оборудования. В конце 1992 года часть сотрудников «Солидарности» выступила против Исаева. Недовольство некоторые источники объясняют следующими причинами:
- «Поправение» газеты и фактическое введение в ней внутренней цензуры;
- Попытка перевода технического персонала газеты на срочные контракты;
- Исаева обвинили, что он тайно превратил должность главного редактора газеты из выборной трудовым коллективом в назначаемую Московской федерацией профсоюзов, да к тому же пристроил в газету своих родственников.

В начале 1993 года организаторы протеста сотрудников против Исаева были уволены (или ушли сами). Позднее из помещений «Солидарности» выехало КАС-КОР.
При Исаеве номера стали выходить на регулярной основе (еженедельно), количество подписчиков увеличивалось, был открыт корпункт в Санкт-Петербурге, а сама газета из столичной по освещению тем и событий превратилась, по сути, в общероссийскую. С 1994 года она стала и формально общероссийской, поскольку в судьбе газеты начинает принимать активное участие и ФНПР, став вторым учредителем издания. Возможно этому способствовал тот факт, что в 1994 году глава московских профсоюзов Михаил Шмаков стал председателем ФНПР. После этого «Солидарность» становится центральным печатным органом ФНПР. 
В конце 1999 года Исаев становится депутатом Государственной Думы РФ и покидает пост главного редактора профсоюзной газеты. Третьим главным редактором стал Александр Шершуков, который занимает эту должность по настоящее время (июнь 2022 года).
На рубеже 2000-х — 2010-х годов у Федерации независимых профсоюзов действовали следующие периодические издания:
- Газета «Солидарность» — около 30 тыс. экз.;
- «Профсоюзы и экономика» — около 1,8 тыс. экз.;
- «Вести ФНПР» — около 2 тыс. экз.

По состоянию на 2022 год «Солидарность» выходит еженедельно на 24 полосах, распространяется только по подписке, включая электронную подписку на официальном сайте. С 2002 года отдельный региональный выпуск «Солидарности» издается в Красноярском крае.

## Тематика
«Солидарность» — газета о профсоюзном движении, трудовых отношениях и социальной жизни России. Издание регулярно освещает трудовые конфликты на предприятиях, пишет о различных аспектах профсоюзной жизни, трудовом законодательстве, публикует официальную позицию профсоюзных органов, экспертные оценки экономических и юридических аспектов трудовых отношений, а также мнения профсоюзных активистов на проблемы социально-экономической тематики.

## Рубрики
Список некоторых регулярных рубрик газеты «Солидарность»:
- «Монолог главного редактора» — авторская рубрика Александра Шершукова, в которой он рассказывает читателям газеты о многих аспектах профсоюзной деятельности и о значительных событиях в жизни страны.
- «Профсоюзная жизнь» — рубрика о важных происшествиях в профсоюзной жизни страны за прошедшую неделю.
- «Парламентская хроника» —  рубрика, посвященная рассматриваемым в Государственной думе РФ законах, касающихся сферы труда.
- «Специальный репортаж» — рассказ о трудовом конфликте (чаще всего) на отдельно взятом предприятии.
- «Право» — статьи о правовых особенностях трудового законодательства.
- «Судебный прецедент» - истории о победах профсоюзных юристов в различных конкретных ситуациях.
- «Человек и его профессия» — рубрика, в которой человек определённой профессии рассказывает о специфике своей работы.
- «Кампания солидарности» - организация массовой общероссийской поддержки профсоюзных организаций, которые находятся под давлением работодателя.

## Мероприятия
Общероссийский ежегодный конкурс, учрежденный газетой “Солидарность” в 2006 году для поощрения представителей российских профсоюзов, которые внесли наибольший вклад в развитие профсоюзного движения России. Проводится по номинациям:
“Акция” (премия за самое яркое профсоюзное событие года), “Лидер” (самый заметный профсоюзный лидер), “Новация” (эффективное новшество, использованное в профсоюзной работе), “Знамя Солидарности” (с 2017 года, премия за особые достижения в работе профсоюзной организации, присуждается не по заявке, а в результате выбора редакции). 
С 2019 года редакция газеты «Солидарность» проводит ежегодное офлайн-мероприятие «Интеллект-форум. Профсоюзы. XXI век». Участниками форума становятся профсоюзные активисты, представляющие разные отрасли и разные регионы России. В качестве спикеров выступают профсоюзные лидеры, политические и общественные деятели, отечественные и зарубежные эксперты. На площадках форума обсуждаются наиболее актуальные вопросы, связанные с профсоюзным движением России и мира. Профсоюзы отмечают, что интеллект-форум - самое масштабное профсоюзное собрание в стране по диапазону тем и уровню их проработки.

## Главные редакторы
- Шарандин, Юрий Афанасьевич (с 1990 по 1991 г.г)
- Исаев, Андрей Константинович (с 1991 по 1999 г.г)
- Шершуков, Александр Владимирович[15] (с 1999 по настоящее время)